# Ḓ
Cette page contient des caractères spéciaux ou non latins. S’ils s’affichent mal (▯, ?, etc.), consultez la page d’aide Unicode.
Ḓ (minuscule : ḓ), appelée D accent circonflexe souscrit, est une lettre additionnelle de l’alphabet latin utilisée comme graphème dans l’écriture du héréro et du venda. Il s’agit de la lettre D diacritée d'un accent circonflexe souscrit.

## Utilisation
En venda ‹ ḓ › représente une consonne occlusive dentale voisée /d̪/.

## Représentations informatiques
Le D accent circonflexe souscrit peut être représenté avec les caractères Unicode suivants :
- précomposé (latin étendu additionnel)[1] :

| formes    | représentations | chaînes de caractères | points de code | descriptions                                          |
| --------- | --------------- | --------------------- | -------------- | ----------------------------------------------------- |
| majuscule | Ḓ               | Ḓ                     | U+1E12         | lettre majuscule latine d accent circonflexe souscrit |
| minuscule | ḓ               | ḓ                     | U+1E13         | lettre minuscule latine d accent circonflexe souscrit |

- décomposé (latin de base, diacritiques) :

| formes    | représentations | chaînes de caractères | points de code | descriptions                                                      |
| --------- | --------------- | --------------------- | -------------- | ----------------------------------------------------------------- |
| majuscule | Ḓ               | D◌̭                    | U+0044 U+032D  | lettre majuscule latine d diacritique accent circonflexe souscrit |
| minuscule | ḓ               | d◌̭                    | U+0064 U+032D  | lettre minuscule latine d diacritique accent circonflexe souscrit |